# 1964年東京オリンピックのフィリピン選手団
1964年東京オリンピックのフィリピン選手団（1964ねんとうきょうオリンピックのフィリピンせんしゅだん）は、1964年10月10日から10月24日にかけて日本の首都東京で開催された1964年東京オリンピックのフィリピン選手団、およびその競技結果。

## 概要
今大会は銀メダル1個を獲得した。

## メダル
| メダル | 選手名                 | 競技       | 種目           |
| ------ | ---------------------- | ---------- | -------------- |
| 銀     | アントニー・ビラヌエバ | ボクシング | 男子フェザー級 |